# 杨兴富
杨兴富（1937年3月—），男，四川达县人，中华人民共和国政治人物，曾任中华全国总工会副主席、书记处书记。

## 生平
1998年3月，第九届全国人大第一次会议上，他当选为全国人民代表大会常务委员会委员。